# Donkey Kong Jungle Beat
A Donkey Kong Jungle Beat egy 2004-es platform- és pontszerző játék, melyet a Nintendo fejlesztett és adott ki a GameCube konzolra. A játék főszereplője a gorilla, Donkey Kong, aki gonosz királyok sorozatát legyőzve próbálja meghódítani a dzsungelt. A Jungle Beat a DK Bongos használatára van tervezve, egy bongódobozszerű GameCube-vezérlőre, melyet a Donkey Konga (2003) ritmusjátékhoz hoztak létre. A játékos irányítja Donkey Kongot különböző oldalra gördülő szinteken, ahol banánokat gyűjt, lia a szőlőfürtökről, láncol combo-kat, állatokon utazik és legyőzi az ellenségeket és főnököket.
A 65 tagú Nintendo EAD Tokyo bemutatkozó projektje, a Jungle Beat, 2003 júliusában kezdődött, miután Shigeru Miyamoto javasolta, hogy a Nintendo készítsen egy új Donkey Kong játékot. A fejlesztést Yoshiaki Koizumi rendezte és Takao Shimizu producere vezette, akik egy egyszerű, könnyen hozzáférhető játék létrehozására törekedtek, ellentétben a bonyolultabb kortárs játékokkal. Koizumi olyan játékot tervezett, amely a DK Bongos nevű bongodobot használta a játékos karakter irányításához, normál gamepad helyett, és az előző projektekből szerzett tapasztalatokat felhasználta a fejlesztés során. Mivel a hangulat eltért a korábbi Donkey Kong játékoktól, a csapat kizárta a franchise legtöbb meglévő elemét és karakterét.
A Jungle Beat Japánban 2004 decemberében, míg Nyugaton 2005-ben debütált, mint az első kiemelkedő Donkey Kong játék a Donkey Kong 64 (1999) óta. A kritikusok pozitívan értékelték, külön kiemelve a DK Bongos használatát; elismerést kaptak a látványvilág és a magas színvonalú tervezés terén is. A kritika kitért a játék rövid hosszára és az alacsony nehézségi szintre. A Nintendo EAD Tokyo folytatta a kritikusok által elismert Super Mario Galaxy (2007) fejlesztését, mely tovább finomította a Jungle Beatben bemutatott koncepciókat. A Jungle Beat ismét megjelent a Nintendo új GameCube vezérlőjének részeként 2008-ban a Wii számára; ez a port újratervezett vezérlőket és szinteket tartalmazott. Ezt a verziót letölthető játékként is elérhetővé tették a Wii U számára 2016-ban.

## Játékmenet
A Donkey Kong Jungle Beat egy 2.5D platformjáték. Hasonlóan az előző Donkey Kong játékokhoz, a játékos itt is irányítja a Donkey Kong gorillát egy sor oldalsó görgetésű szinten. A játék egyszerű cselekményt kínál: Donkey Kong elindul, hogy legyőzze a gonosz királyokat és meghódítsa a dzsungelt. Habár kompatibilis a hagyományos GameCube vezérlővel, a Jungle Beat kifejezetten a DK Bongoshoz készült, egy bongodob-szerű vezérlőhöz, melyet korábban a Donkey Konga (2003) ritmusjátékhoz alkottak meg. A különféle doblások hatására Donkey Kong különböző mozgásokat végez el; a játékos például mindkét dobot megütheti ugráshoz, és tapsolhat a DK Bongos beépített mikrofonja előtt a lökéshullám keltéséhez. Ezekkel a vezérlőkkel a játékos hátraszaltásokat hajthat végre, csapdákat állíthat fel a terepen, hintázhat indákon és ugrálhat a falak között.
Amint a játékos elindítja a játékot, kiválaszt egy királyságot, amelyet felfedezni kíván; összesen 16 királyság található, melyek a kampány előrehaladtával válnak elérhetővé. Minden királyságnak három szintje van: két főplatform és egy főellenség harca. Ellentétben a hagyományos platformjátékokkal, a Jungle Beat pontszerző elemeket tartalmaz: a cél nem csak a pálya végére érni, hanem minél több pontot, vagyis "ütést" szerezni. Az ütéseket banánok begyűjtésével érheti el a játékos, melyek a szinteken szétszórtan találhatók, vagy azáltal, hogy legyőzi az ellenségeket és interakcióba lép a tárgyakkal. A játékos levegőben kombókat hajthat végre, banánt ragadva; egy számláló indul, és minden leszálláskor emelkedik a megszerzett banánok számával. Az ütések nemcsak pontokat szolgáltatnak, hanem Donkey Kong egészségét is képviselik, mivel a játékos elveszíti az ütéseket, ha ellenségei vagy veszélyei megsérülnek. Ha az ütések száma eléri a nullát, a játékosnak vége lesz a játéknak, és újra kell kezdenie a királyságot az elejétől.
A Donkey Kong Country-hoz (1994) hasonlóan, bizonyos szinteken láthatók lovagolható állatok, melyek mindegyike rendelkezik egyedi tulajdonságokkal: a mókusok lehetővé teszik, hogy Donkey Kong lassan siklik a levegőben; a gnúk folyamatosan töltenek és átszántják a banánt adó tárgyakat; az orkák a vízen hordják Donkey Kongot; a madarak pedig repülésre képesítik Donkey Kongot. A legtöbb szint között található egy rövid minijáték, ahol a játékosnak a bongókat kell gyorsan ütnie, hogy extra banánt szerezzen. Minden királyság végső szintje egy főnöki harcot tartalmaz egy nagy ellenféllel szemben. A játék négyféle bosst tartalmaz, melyeket különböző módon kell legyőzni: a gorillákat Punch-Out stílusú arénában kell legyőzni; az elefántokra emlékeztető tankokat az általuk kilőtt bombák visszapattintásával kell megsemmisíteni; a varacskos disznókat kókuszdióval kell legyőzni; a madarakat pedig az általuk hozott óriási tojások elpusztításával kell megsemmisíteni.
Minden királyság befejezésekor összeadódik az összes ütés mennyisége (a főellenség elleni harc során elszenvedett sebzés levonása után). A játékos egy címerrel jutalmazódik minden királyság teljesítése után, és további címereket szerezhet meg további ütések elérésével. Az új királyságok eléréséhez szükség van címerekre, és az összes királyság sikeres teljesítése egy szekcióban feloldja a következő királyságkészletet. A játékosok visszatérhetnek korábbi királyságokhoz azáltal, hogy további ütéseket és címereket szereznek.

## Fejlesztés
A Donkey Kong Jungle Beat a Nintendo EAD Tokyo bemutatkozó projektje volt, a Nintendo japán videojáték-cég játékfejlesztő részlegének alkotása, amely 2003-ban alakult meg egy 65 fős csapattal. A Nintendo belső fejlesztésbe kezdett egy új Donkey Kong játék tervezésekor, miután a sorozat korábbi fejlesztőjét, a Rare-t, 2002 szeptemberében a Microsoft felvásárolta. A GameCube fejlesztése nem sokkal az EAD Tokyo 2003. júliusi megalakulása után kezdődött. A részlegvezető Yoshiaki Koizumi és Takao Shimizu, aki korábban a Nintendo Super Mario Sunshine (2002) fejlesztését vezette, rendszeresen tevékenykedett rendezőként és producerként. A Donkey Kong alkotója, Shigeru Miyamoto és Takashi Tezuka is producerként részt vett, míg a Sunshine programozója, Koichi Hayashida volt a rendezőasszisztens, és részt vett a tervezés bizonyos aspektusaiban. A Jungle Beat volt az első jelentős Donkey Kong-játék a Rare's Donkey Kong 64 (1999) óta, bár a franchise-t "inkább megállásnak, semmint állandó status quo-nak" szánták.
A Jungle Beat koncepciója a Nintendo EAD elsődleges kyotói irodájában született meg, röviddel azelőtt, hogy a személyzet Tokióba költözött volna, hogy megalapítsa az új részleget. Ebben az időszakban, amikor a Donkey Kong alkotója, Shigeru Miyamoto javasolta, hogy Yoshiaki Koizumi és Takao Shimizu fejlesszen ki egy új Donkey Kong játékot. Koizumit és Shimizut bemutatták a DK Bongos nevű bongódobokkal egy Donkey Konggal kapcsolatos találkozón, és Koizumi számára itt született meg a Jungle Beat központi ötlete, miután látta a játékosok reakcióit ezeknek az eszközöknek a használatára. Koizumi elmagyarázta az EAD Tokyo csapatának, hogy a hangsúlyt a játékosok élvezetére kívánták helyezni a játék funkcionalitásával szemben. Kiemelte, hogy a Jungle Beat "bemutatja, hogyan veszünk át tapasztalatokat saját családunkkal otthon, vagy a munkahelyen kívül más helyeken, és hogyan hozzuk vissza ezeket a tapasztalatokat a munkánkba". Koizumi, aki korábban karaktervezérlést és virtuális kamerarendszereket kezelt korábbi projektekben, "sok embertől hallotta", hogy a karakterek irányítása a modern játékokban egyre nagyobb kihívást jelent, és magában hordozta azt a vágyat, hogy olyan játékot hozzon létre egyszerű vezérlési rendszerrel, amely nem támaszkodik a hagyományos gamepadra.
A DK Bongos használata számos kihívást vetett fel; mivel a vezérlő korlátozta a játékos mozgásterét, az EAD Tokyo-nak új játékmechanikára kellett gondolnia megoldásként. A fejlesztők úgy döntöttek, hogy megváltoztatják a kameraállást, amikor Donkey Kong ellenséggel találkozik – ennek eredményeként változik az irányítási sémája –, hogy változatosak legyenek a képességei és a cselekedetei. Az automatikus kamera Koizumi számára lehetőséget teremtett arra, hogy elkerülje a kameraproblémákat, amelyekkel korábbi 3D-s játékokon dolgozott. Az EAD Tokyo kiemelte az egyszerűséget; Shimizu elmondta, hogy mivel a kortárs videojátékok jelentős időt igényeltek a készítéshez, és elveszítették vonzerejüket, ha egy játékosnak fel kellett hagynia a játékot, a Jungle Beat-t úgy tervezték, hogy 5-10 percig tartson, anélkül, hogy bonyolult billentyűparancsokat kellene használni. Úgy vélték, hogy a játék vonzó lehet egy elfoglalt egyén számára, mivel nem tartalmaz hosszú mentési vagy betöltési időket.
A fejlesztők az egyszerűséget tükrözték a történetben, ahol csak Donkey Kong próbál "a legjobb" lenni; inkább a játékmeneten keresztül igyekeztek elmesélni. Hangvételében Koizumi azt szerette volna, hogy a Jungle Beat extravagáns legyen, és remélte, hogy "még a bámészkodókat is kuncogtatja és jól érzi magát". Mivel a hangnem eltért a korábbi Donkey Kong-játékoktól, az EAD Tokyo kizárta a sorozat legtöbb visszatérő karakterét és elemét, beleértve magát Donkey Kongot és a banánt. Koizumi úgy érezte, hogy ez lehetővé tenné a Jungle Beat számára, hogy önállóan megállja a helyét, és tükrözze az EAD Tokyo saját stílusát. Miyamoto felügyelte az EAD Tokyo-t, és folyamatosan értékelte a Jungle Beat fejlesztését, hasonlóan ahhoz a szerephez, amelyet a Rare's Donkey Kong Country fejlesztése során játszott 1994-ben. Mahito Yokota komponálta a filmzenei részeket, ez volt az első zeneszerzői projektje, miután 2003-ban csatlakozott a Nintendóhoz. Ahogyan a The Legend of Zelda: The Wind Waker (2002) című játékban, Masafumi Kawamura hangprogramozó próbálta szinkronizálni a zenét a játékmenettel, például amikor Donkey Kong ugrál.
Bár a játék 2D, Shimizu megjegyezte, hogy a fejlesztés továbbra is nehéz volt a technikai korlátok miatt. Az EAD Tokyo célja a Jungle Beat kiadása volt a 2004–2005-ös japán téli szezonban, ami jelentős kihívást jelentett. A 2004. novemberi Nintendo World eseményen Koizumi és a csapat figyelmesen tanulmányozták a játékosok visszajelzéseit, és ezek alapján finomították a játékot a megjelenés előtt. A csapat végül sikerrel fejezte be a játékot, időben a 2004-es karácsonyi bevásárlási szezonra. Kétszemélyes többjátékos játékmódot terveztek, de ez nem jelent meg a késztermékben.

## Kiadás

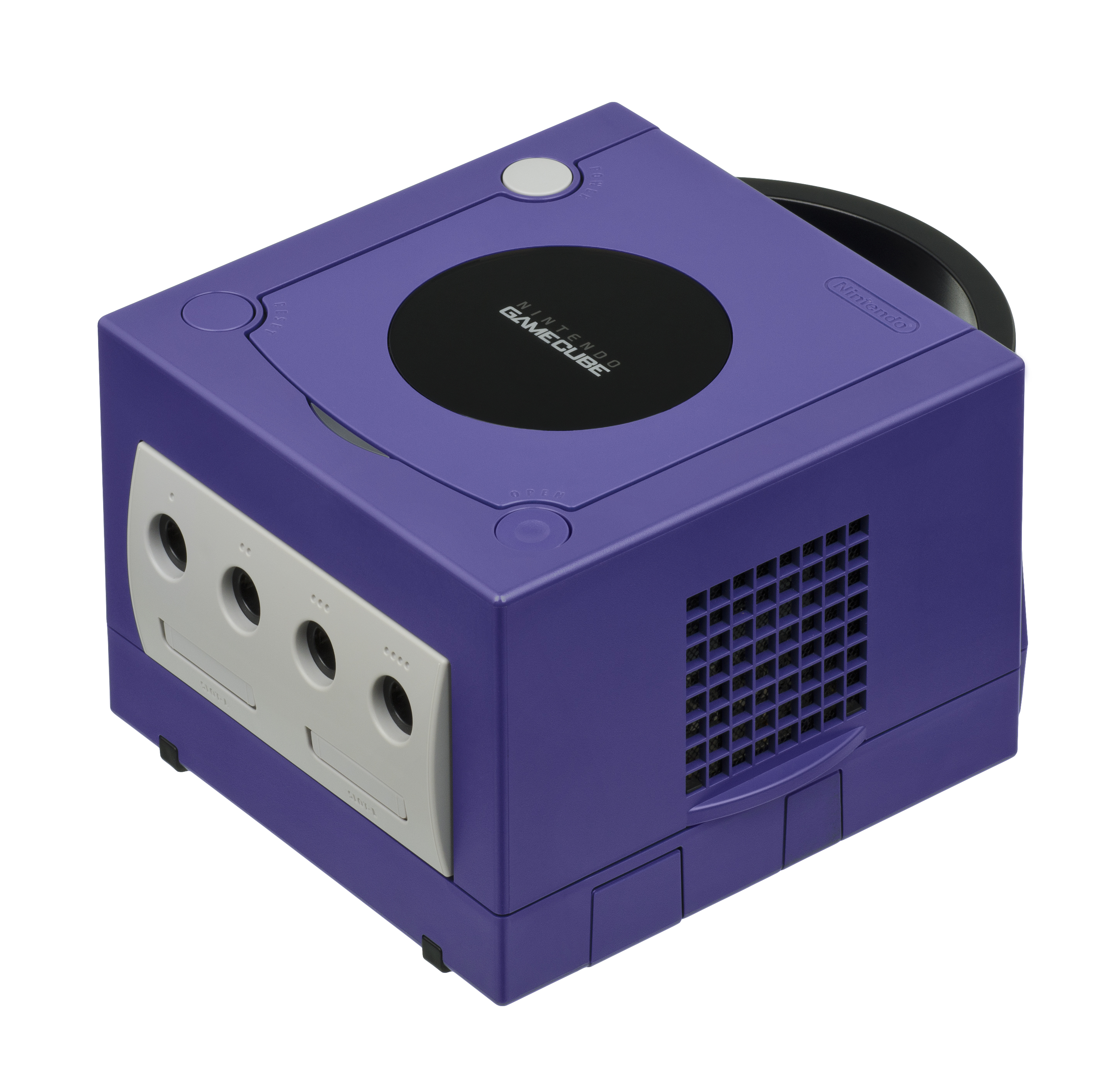
A Donkey Kong Jungle Beat a GameCube-ra jelent meg Japánban 2004 decemberében, Nyugaton pedig 2005 elején

A Nintendo 2004 májusában jelentette be a Donkey Kong Jungle Beat-et, és ugyanebben a hónapban bemutatta az E3 2004-en. A Nintendo bemutatóját az IGN „öregnek, energikusnak, tele hozzáállással és váratlan meglepetésekkel” nevezte. A Jungle Beat-et a show "alvó slágerének" hívták, és azt írták, hogy a résztvevők nem akarják abbahagyni a bemutatott demót. A bemutatót követően júliusban a Jungle Beat két Game Critics Award-ot nyert, amit újságírók választottak ki olyan kiadványokból, mint a Time, az Entertainment Weekly és a CNN, a „Legjobb eredeti játék” és a „Legjobb rejtvény/trivia/társalgó játék” kategóriákban. A játékot bemutatták a Nintendo World-en is, amelyre Japánban öt helyszínen került sor novemberben.
A Jungle Beat Japánban 2004. december 16-án, Európában 2005. február 4-én, Észak-Amerikában pedig március 14-én jelent meg önálló játékként és a DK Bongos csomaggal együtt. Az európai verzió ugyanazon a napon került piacra, mint a Game Boy Advance Donkey Kong játék, a DK: King of Swing. Az észak-amerikai megjelenés elősegítésére a Nintendo 20 fős csapatot küldött majomként öltözve, hogy részt vegyenek a 20. Los Angeles-i maratonon, amelyre március 6-án került sor. Az egyének Jungle Beat márkájú ruházatot viseltek, DK Bongost tartottak a kezükben, és a játék címét skandálták futás közben. A Jungle Beat ekkor jelent meg, amikor a Donkey Kong nagyrészt mellékszerepekké vált más Nintendo franchise-okban, miután a Microsoft felvásárolta a Rare-t.
A Jungle Beat kereskedelmileg nem teljesített jól. Az MTV-nek 2007-es interjújában a Nintendo of America írója, Nate Bihldorff, azt mondta, hogy "még mindig dühös, hogy nem elég sokan vásárolták meg a Jungle Beat-et". Az MTV véleménye szerint a Jungle Beathez "Márió-méretű hitugrásra volt szükség. Egy dolog megkérni az embereket, hogy egy teniszjátékot vezessenek egy távirányító formájú kontrollerrel, de meneküljenek el egy óriási gyík elől, és verjenek meg egy gonosz majmot. Nehéz eladni, és nem volt túl sikeres." Az MTV megjegyezte, hogy a DK Bongost azelőtt mutatták be, hogy a hangszeres vezérlésű játékok, mint például a Guitar Hero, népszerűek lettek volna, ami arra utal, hogy a közönség félt az ötlettől. Ezenkívül a Donkey Kong-rajongók úgy látták, hogy a Jungle Beat „csupán a Donkey Kong-i platform saga melléke”, nem pedig a Rare's Donkey Kong Country trilógia (1994–1996) stílusához való visszatérés, amit szerettek volna.

### New Play Control!változat
A Nintendo újra kiadta a Donkey Kong Jungle Beatet a New Play Control! játékok sorozat részeként, ami hét frissített GameCube-portot tartalmaz Wii-hez. Az új kiadás, a New Play Control! 2008. december 11-én jelent meg Japánban, ez volt a sorozat első kiadása. Ezt követte egy észak-amerikai kiadás 2009. május 4-én, majd egy európai kiadás június 5-én. 2016. november 3-án a játék letölthetővé vált a Wii U eShop oldalán.
A New Play Control! verzióban a Wii távirányítót használjuk a DK Bongos helyett. A Nunchuk tartozék segítségével irányíthatjuk Donkey Kong mozgását, a mozgásérzékelő funkcióval pedig tapsolhatunk. A hagyományosabb irányítási rendszerhez igazodva módosították a szintterveket, hogy több akadály legyen, és a játékosoknak nem kell címereket gyűjteniük a továbbjutáshoz. Emellett a banán alapú egészségmérőt egy hagyományosabb életrendszerre cserélik, hozzáadnak egy főnöki rohanó módot, és támogatják a széles képernyős televíziók megjelenítését.

## Fogadtatás
A Donkey Kong Jungle Beat mindkét kiadása "általában kedvező" értékeléseket kapott. Az értékelők nagy része egyedinek és szórakoztatónak találta a játékot, bár a magas kiskereskedelmi ár miatt kritikával éltek, ami miatt viszonylag rövidnek érezték. A játék széles körű vonzerejét kiemelték, egyrészt az új játékosok számára kifejezetten egyszerűsége miatt, másrészt egy összetett, készség-orientált kombórendszerrel, amely a tapasztaltabb játékosok számára nyújtott kihívást. Az IGN kifejezetten dicsérte a GameCube verzió grafikáját, hangsúlyozva, hogy "a DK bundája primitív megjelenést kölcsönöz a StarFox Adventures modelleknek". Bár a játékot kritizálták rövidségéért, a pontrendszer szinteken újrajátszhatóságot biztosított. Az ismétlődő bossharcok miatt felmerült panaszok is, mivel ugyanazt a négy bosst többször is felhasználták a játék során, és korlátozott funkciókkal a megkülönböztetésükre. Az egyik fő kritika a Rare's Donkey Kong Country játékokból hiányzó karakterek és elemek volt. Ennek ellenére a játékot a Nintendo Power Top 200 Games listáján a 95. legjobb Nintendo System játéknak minősítették.
A GameCube verziót nem videojátékokkal foglalkozó kiadványok is dicsérték. A New York Times kedvezően értékelte, és "vadul szórakoztatónak" nevezte. A Sydney Morning Herald négy csillagot adott az ötből, elismerve a grafikát, a környezetet és a játékmenetet, ugyanakkor panaszkodott a játék rövidsége miatt. A Detroit Free Press háromból négy csillagot adott neki, kifejezve elismerését a bongók játékban történő használatáért. A Common Sense Media ötből négy csillagot adott a Wii verzióra. Habár pozitív véleménnyel voltak a játékról, a rövid játékidő miatt inkább bérlésre, mint vásárlásra javasolták.

## Örökség
Az EAD Tokyo a Super Mario Galaxy (2007) Wii-verzióját továbbfejlesztette, amelyet sokan az egyik legkiemelkedőbb videojátéknak és a legkelendőbb Wii-játéknak tartottak. A Galaxy tovább finomította azokat a koncepciókat, amelyeket az EAD Tokyo a Jungle Beatben bevezetett. Koizumi úgy érezte, hogy a Jungle Beat egy olyan élményt nyújtott számára, amely segített abban, hogy lenyűgöző játékmenetet tervezzen egy egyszerű vezérlési sémával a Galaxy számára. Valójában a GamesRadar szerint a Jungle Beat még vonzóbbá vált, amikor tekintetbe vették a Galaxy prototípusát, megosztott hangeffektusokkal és "örömteli ötletekkel, amelyek a Galaxy móka-robbanásait idézik". A Destructoid azt állította, hogy a Jungle Beat és a Galaxy közötti összefüggések nyilvánvalóak voltak, figyelembe véve a Jungle Beat képzeletgazdagságát és szürrealizmusát, ami nem volt jelen a Donkey Kong Country játékokban. Kotaku további megjegyzéseket tett a párhuzamokról a Jungle Beat és a Super Mario Galaxy 2 (2010) szinttrópusai között.
A Jungle Beat után a DK Bongos csak két Donkey Konga folytatásban látható hasznot. Az Odama (2006) támogatása a megjelenés előtt megszűnt, míg a tervezett DK Bongos által vezérelt versenyjáték, a DK Bongo Blast, 2007-ben támogatás nélkül jelent meg Wii-re, Donkey Kong Barrel Blast néven. A Donkey Kong sorozat csak 2010-ben kapott újabb jelentős részt, amikor a Retro Studios által fejlesztett Donkey Kong Country Returns megjelent Wii-re. Az újságírók visszatekintve a Jungle Beat-et az egyik legjobb Donkey Kong-játéknak nevezték. Jeremy Parish, aki a Polygonnak írt, ezt a franchise legjobb játékának tartotta a Donkey Kong (1994) mögött a Game Boy számára, és így foglalta össze: "egy az egyben dolog, aminek nem kellene működnie, de mindenképpen működik".  A Jungle Beat-re hivatkoztak a Nintendo Super Smash Bros.-ban, egy sor crossover harci játékban. A Super Smash Bros. Brawl (2008) tartalmaz egy színpadot, amely a Jungle Beat Falls szintjén alapul, míg Donkey Kong egyik támadása a Super Smash Bros. Ultimate-ben (2018) – amelyben gyorsan megüti az ellenfelet – tisztelgés a Jungle Beat előtt.

## Fordítás
Ez a szócikk részben vagy egészben  a   Donkey Kong Jungle Beat című angol Wikipédia-szócikk ezen változatának fordításán alapul.  Az eredeti cikk szerkesztőit annak laptörténete sorolja fel. Ez a jelzés csupán a megfogalmazás eredetét és a szerzői jogokat jelzi, nem szolgál a cikkben szereplő információk forrásmegjelöléseként.